# Chiralność osiowa
Chiralność osiowa – rodzaj chiralności powstającej w wyniku rozmieszczenia czterech podstawników w dwóch parach wokół osi chiralności. Przykładami molekuł charakteryzujących się występowaniem osi chiralności są alleny (abC=C=Ccd lub abC=C=Cab) i atropoizomeryczne orto-podstawione bifenyle. Indywiduum molekularne może być więc chiralne, nie posiadając centrum stereogenicznego. Konfigurację wskazują wtedy stereodeskryptory Ra i Sa.

## Określanie konfiguracji absolutnej
Konfigurację absolutną ustala się na podstawie reguł Cahna-Ingolda-Preloga. Są one jednak złagodzone, ponieważ wystarczy, by podstawniki były różne jedynie na końcach osi. Cząsteczka zamiast czterech różnych podstawników może zawierać więc dwie pary takich samych. Pojawia się również dodatkowa zasada: grupy znajdujące się bliżej obserwatora mają wyższy priorytet niż grupy dalsze.